# أبو العباس الإسفراييني
أبو العباس علي بن فضل بن أحمد الإسفَراييني (توفي 404ھ/1013م)، كان وزيرًا للدولة الغَزنويّة من سنة 384ھ/994م إلى 404ھ/1013م.
لا يُعرَف الكثير عن أصله غير أنه كان فارسيًّا من مدينة إسفرايين. كان وزيرًا لبني سامان في أيام القائد التركي فائق، وكانت الدولة السامانية في أشد أحوال اضطرابها؛ فقد حاول قادة الدولة الانفصال بخراسان وما وراء النهر، مثل القائد فائق وأبي علي السيمجوري.
بعد حين لحِقَ الوزير الإسفراييني بالأمير سُبكتكين الغزنوي حتى صار وزيرًا عنده. وقد أيّد الإسفرايينيُّ محمودَ بن سُبُكتكين بعد وفاة أبيه على أخيه إسمٰعيل حين تنازعا على الحُكم، فتمكَّن محمود من أَسْر أخيه وتلقَّب بالسلطان.